# Gregorio María Aguirre y García
Gregório Maria Aguirre y Garcia (La Pola de Gordón, 12 de março de 1835 - Toledo, 10 de outubro de 1913) foi um cardeal da Igreja Católica Romana e Arcebispo de Toledo e Primaz da Espanha.

## Biografia
Gregorio Maria Aguirre y Garcia era filho de Tomás Aguirre de la Canal, notário, e de Anastasia García Álvarez. Estudou no Seminário de Leão. Ingressou na Ordem dos Frades Menores Descalços de Alcántara, no Colégio de Pastrana, em maio de 1856, e professou no ano seguinte.
Ordenado ao sacerdócio em setembro de 1859, pelo cardeal Cirilo de Alameda y Brea, OFM, arcebispo de Toledo. Membro do corpo docente e reitor de várias faculdades teológicas de sua ordem na Espanha e Filipinas: leitor de filosofia, 1860-1863; e teologia, 1863-1879; reitor das escolas de Consuegra, 1867-1870; Pastrana, 1870-1876; Almagro, 1878; e Puebla de Montalbán, 1881. Leitor perpétuo em teologia e direito canônico. Definidor honorário de sua ordem. Nomeado Penitenciário da Basílica Patriarcal de Latrão em 1884, mas nunca tomou posse do cargo.
Eleito bispo de Lugo pelo Papa Leão XIII em 27 de março de 1885, recebeu a consagração episcopal no 21 de junho seguinte, na igreja de San Fernando dos Padres Escolápios em Madrid; o consagrador principal foi o Arcebispo Mariano Rampolla del Tindaro, núncio na Espanha, assistido por Benito Sanz e Forés, arcebispo de Valladolid, e Tomás Jenaro de Cámara e Castro, OSA, bispo de Salamanca. Seu lema episcopal era Misericordia ejus respexit humilitatem.
Senador do reino espanhol, 1893-1895 pela Arquidiocese de Santiago de Compostela e 1902 até sua morte por direito próprio. Promovido a Sé Metropolitana de Burgos em 21 de maio de 1894; instalado em 20 de agosto. Administrador apostólico de Calahorra y La Calzada, 2 de dezembro de 1899.
O Papa Pio X elevou Aguirre y García ao cardinalato no consistório de 15 de abril de 1907; recebeu o chapéu vermelho e o título de S. Giovanni a Porta Latina em 19 de dezembro do mesmo ano. Transferido para a sé primacial de Toledo e patriarcado das Índias Ocidentais em 29 de abril de 1909. Legado papal para o Congresso Eucarístico, Madrid, 5 de junho de 1911.
O cardeal foi enterrado na catedral metropolitana e primacial de Toledo.